# Vigo
Vigo, přezdívané Olivové město (galicijsky A Cidade Olívica), je největší město Galicie, země a autonomního společenství na severozápadě Španělska. Leží v jednom ze zálivů Rías Baixas na pobřeží Atlantského oceánu. Město stojí asi 20 kilometrů severně od portugalských hranic a asi 80 kilometrů jihozápadně od hlavního města Galicie Santiago de Compostela. Žije zde 295 000 obyvatel, čímž Vigo převyšuje nejen Pontevedru, do jejíž provincie spadá, ale i všechna ostatní města v Galicii.

## Historie
Vigo nemá tak dlouhou historii jako jiná galicijská města; místní záliv byl sice osídlen od pravěku, nicméně z rybářské osady se stalo město až v novověku. Roku 1702 zde proběhla jedna z prvních námořních bitev války o dědictví španělské; o století později okupoval město Napoleon. Rychlý rozvoj přišel s industrializací (zejména rybolovu) v 2: polovině 19. století. Zároveň však bylo Vigo pro mnoho Galicijců místem loučení před emigrací do Ameriky.

## Město, památky a stavby

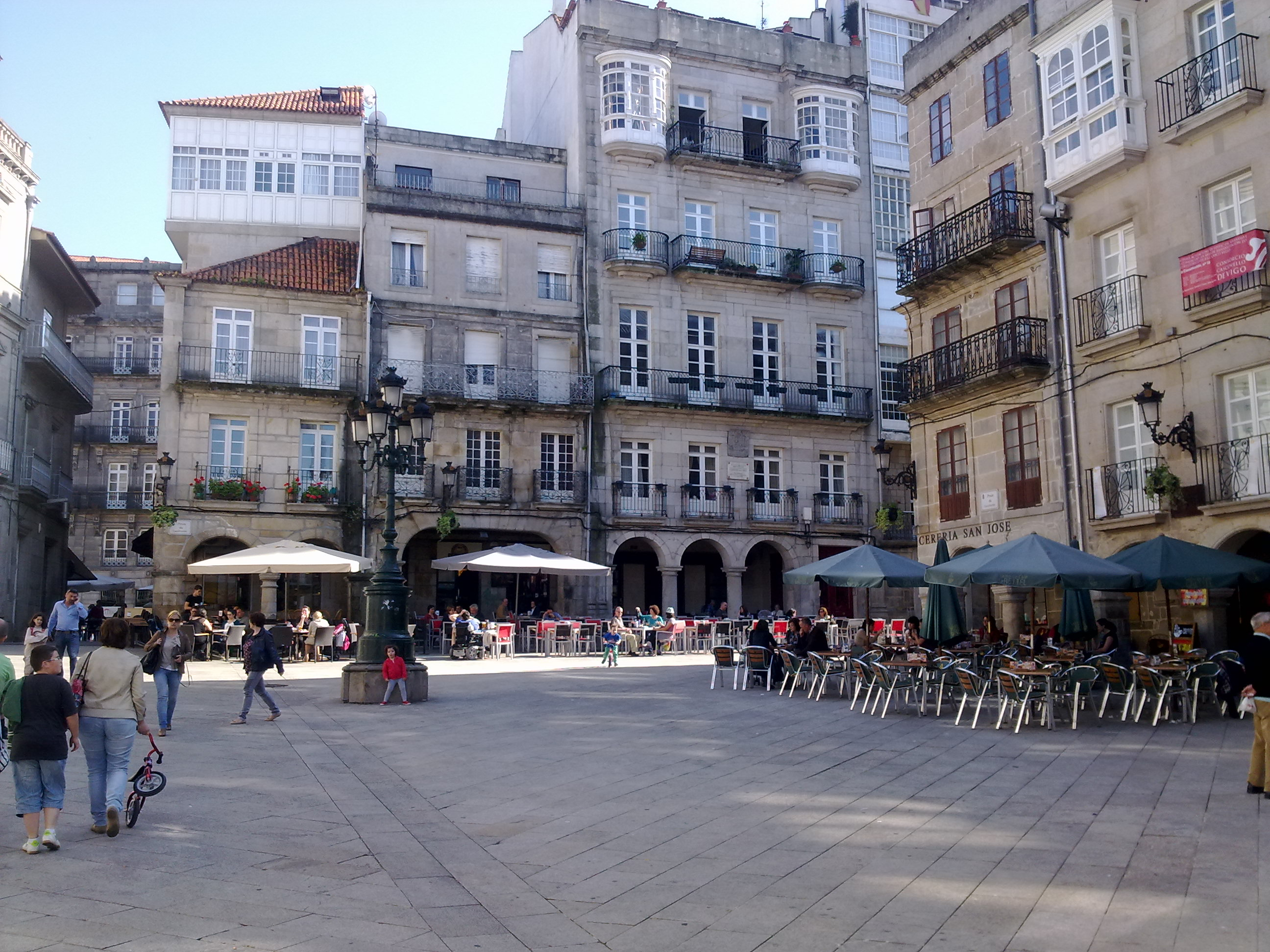
nám. Praza da Constitución

K hlavním památkám či předmětům zájmu turistického ruchu ve Vigu náleží Casco Vello (historické centrum, staré město), dále park a opevnění Castro, rušné třídy a ulice jako Rúa Urzaiz se zástavbou z konce 19. a počátku 20. st. a románské sakrální stavby.
Historická část města Casco Vello leží u přístavu, je vymezena ulicemi Rúa Carral na východě, S. Marta na západě a Paseo Alfonso XII na jihu. Casco Vello leží "pod kopcem", terén se směrem na jih, do města, postupně zvedá, jako v případě vrchu s pevností Castro. Středem starého města je malé náměstí Praza da Constitución. Nejvýznamnější stavbou je klasicistní kostel Santa María de Vigo z let 1816 - 36. Dalším významným místem ve Vigu je pevnost a park Castro se zahradami a řadou krásných výhledů na město, přístav a zátoku Ría de Vigo. Opevnění je z druhé pol. 17. st. K hlavním nákupním a obchodním třídám náleží Rúa do Principe, Rúa Urzaiz a Av. Gran Vía. Zástavba v ulicích v této oblasti je v historizujícím, eklektickém a secesním stylu. Všechny ulice se nachází v blízkosti hlavního nádraží ve Vigu. Určitým specifikem jihozápadní Galície je románská architektura. K nejvýznamnějším románským sakrálním stavbám ve Vigu a blízkém okolí náleží kostely Santa María de Castrelos, Santiago de Bembrive a San Salvador de Coruxo, všechny ze 12. st.

## Hospodářství a doprava

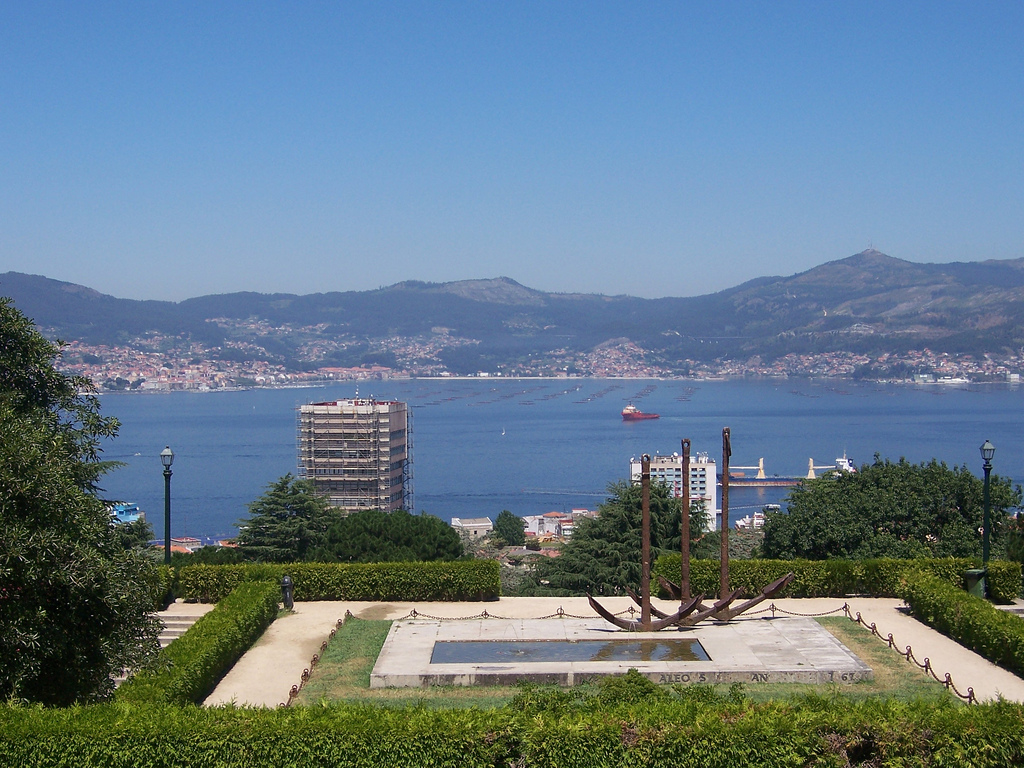
pohled z vrchu a parku Castro

Vigo je nejprůmyslovějším městem Galicie. Největším podnikem je automobilka společnosti Stellantis s průměrnou roční produkcí půl milionu automobilů (v roce 2022 vozy značek Citroen, Peugeot, Opel, Vauxhall, Toyota a Fiat). Dále jsou zde loděnice a rybářský průmysl. Zdejší přístav je nejvýznamnějším rybářským přístavem Španělska. Město je od roku 2004 sídlem evropské Agentury Společenství pro kontrolu rybolovu (CFCA).
Vigo je spojeno dálnicí s Coruñou a rychlostními komunikací s vnitrozemím, nicméně stav veřejné dopravy je tristní: Vigo na rozdíl od podobně velkých měst Španělska nemá síť příměstské železnice cercanías ani výkonnou síť MHD, kterou zajišťují pouze autobusy; město je zavaleno motorismem, co z něj činí jedno z nejhlučnějších v Evropě.

## Kultura
Vigo je sídlem několika průkopnických nakladatelství vydávajících knihy v galicijštině; roku 1853 zde začal vycházet také deník Faro de Vigo, roku 1863 pak Manuel Murguía, manžel galicijské národní básnířky Rosalíe de Castro, vydal její zásadní sbírku Cantares Gallegos. S rychlým růstem města upadlo užívání galicijštiny, kterou zde dnes mluví přibližně čtvrtina obyvatel; přesto zde je soustředěno mnoho regionalistických nakladatelství. Zdejší universita vznikla teprve roku 1990 oddělením některých fakult od starší Universidade de Santiago de Compostela.
Ve Vigu je několik muzeí. Například Mořské museum, Etnografické museum či Museum současného umění („Marco“).
Po městě Vigo byla pojmenována planetka 127870 Vigo.

## Fotogalerie

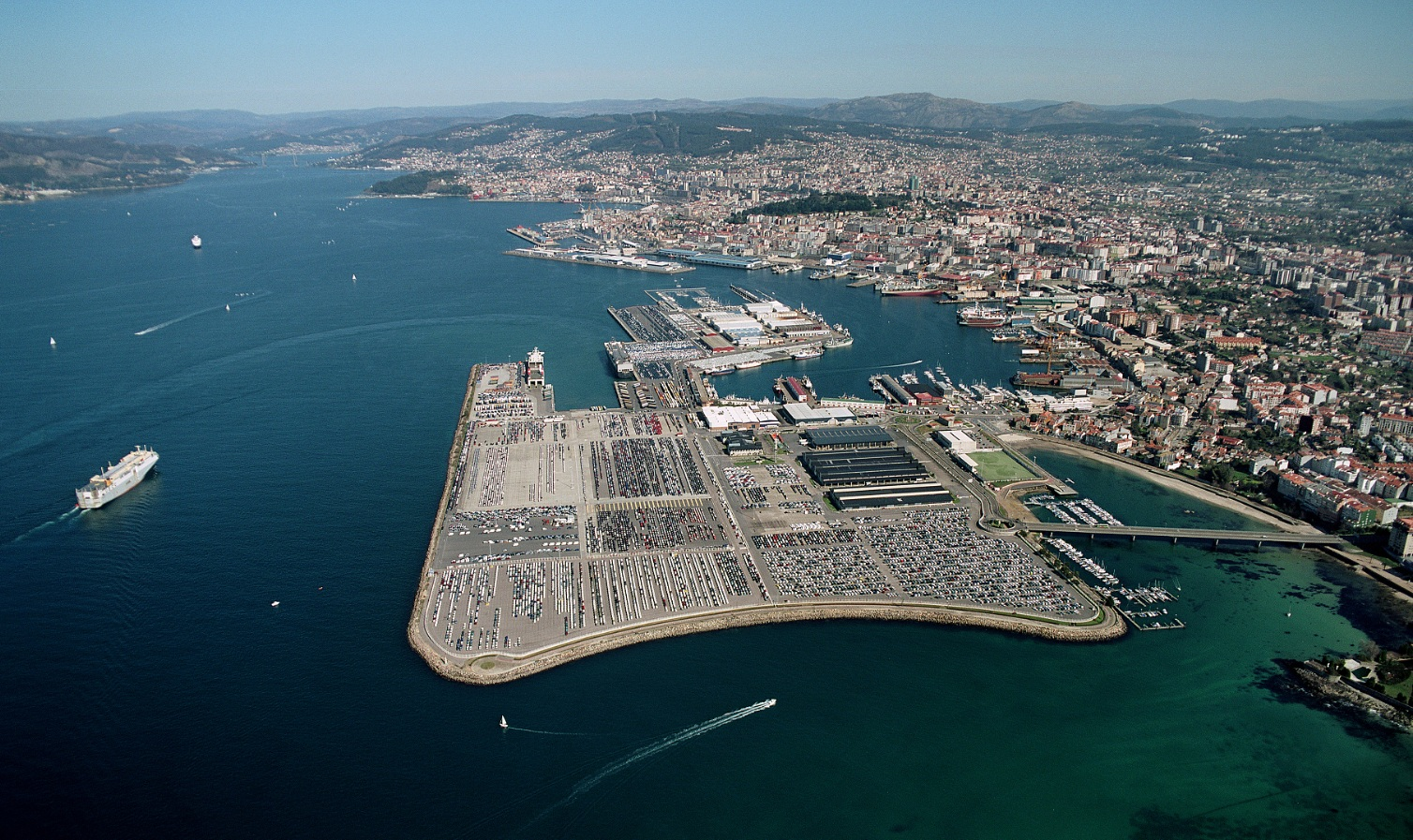
Přístavní mola ve Vigu
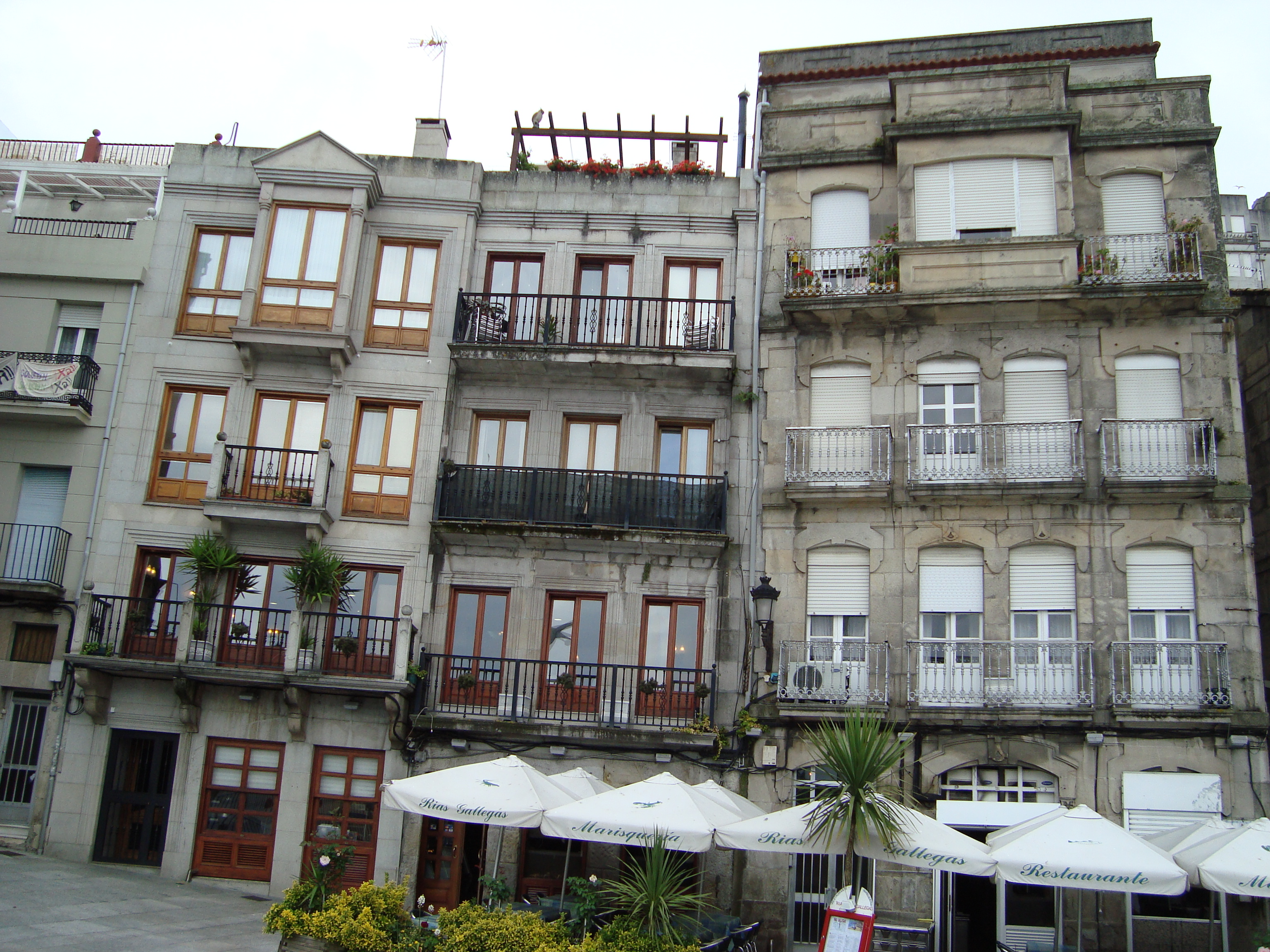
Domy na starém městě, Casco Vello
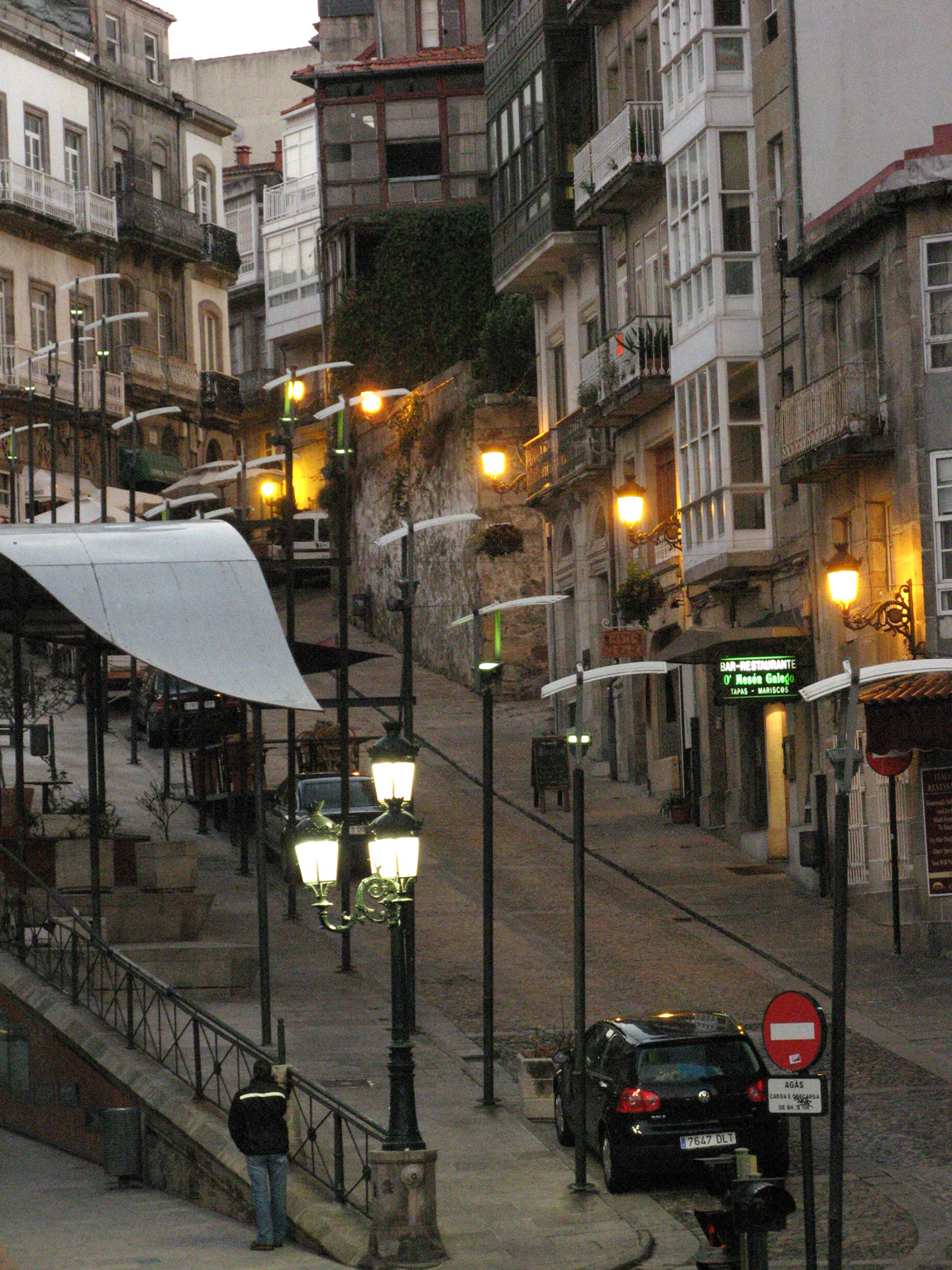
Ulice blízko přístavu
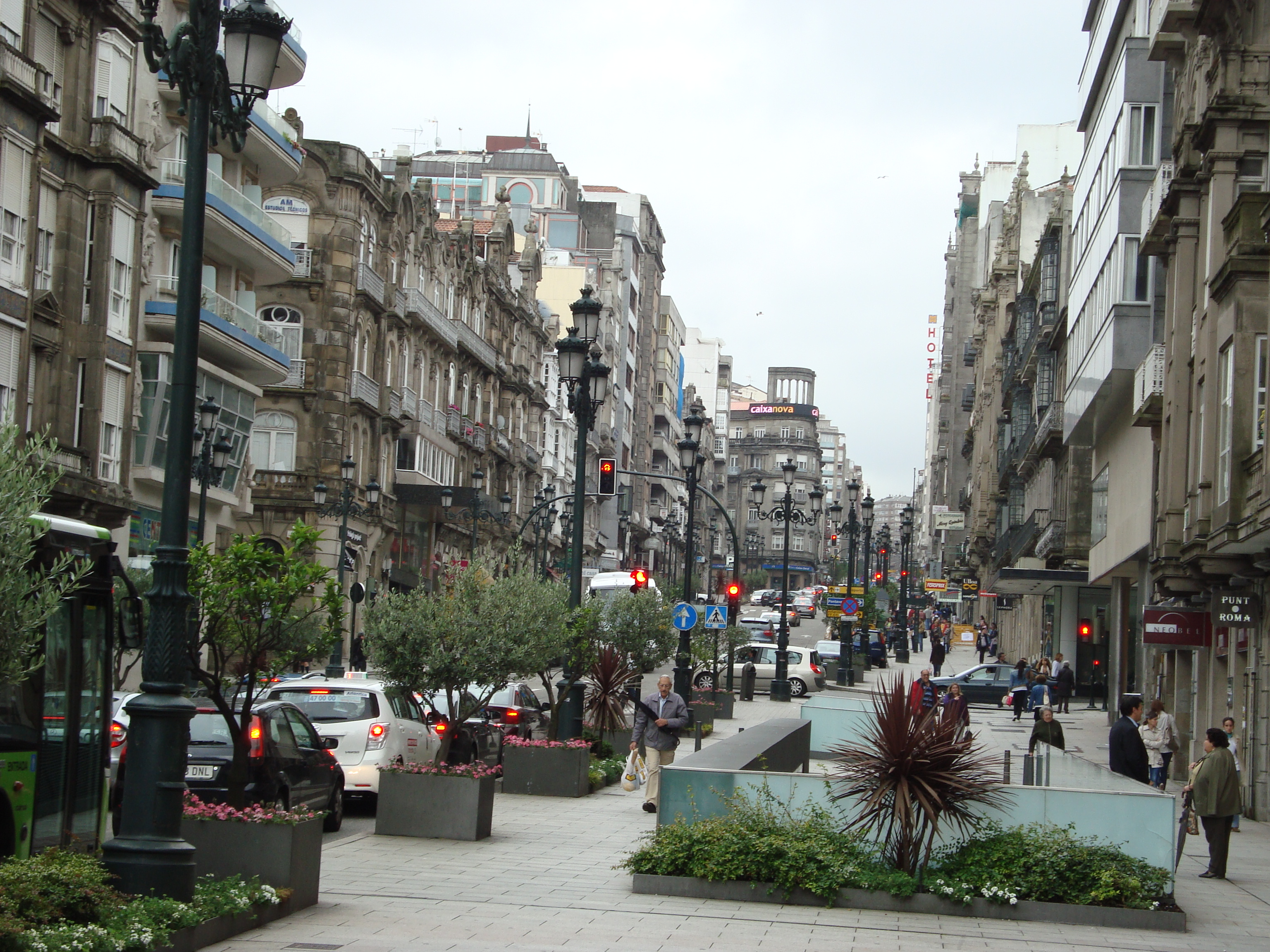
Ulice Rúa Urzaiz
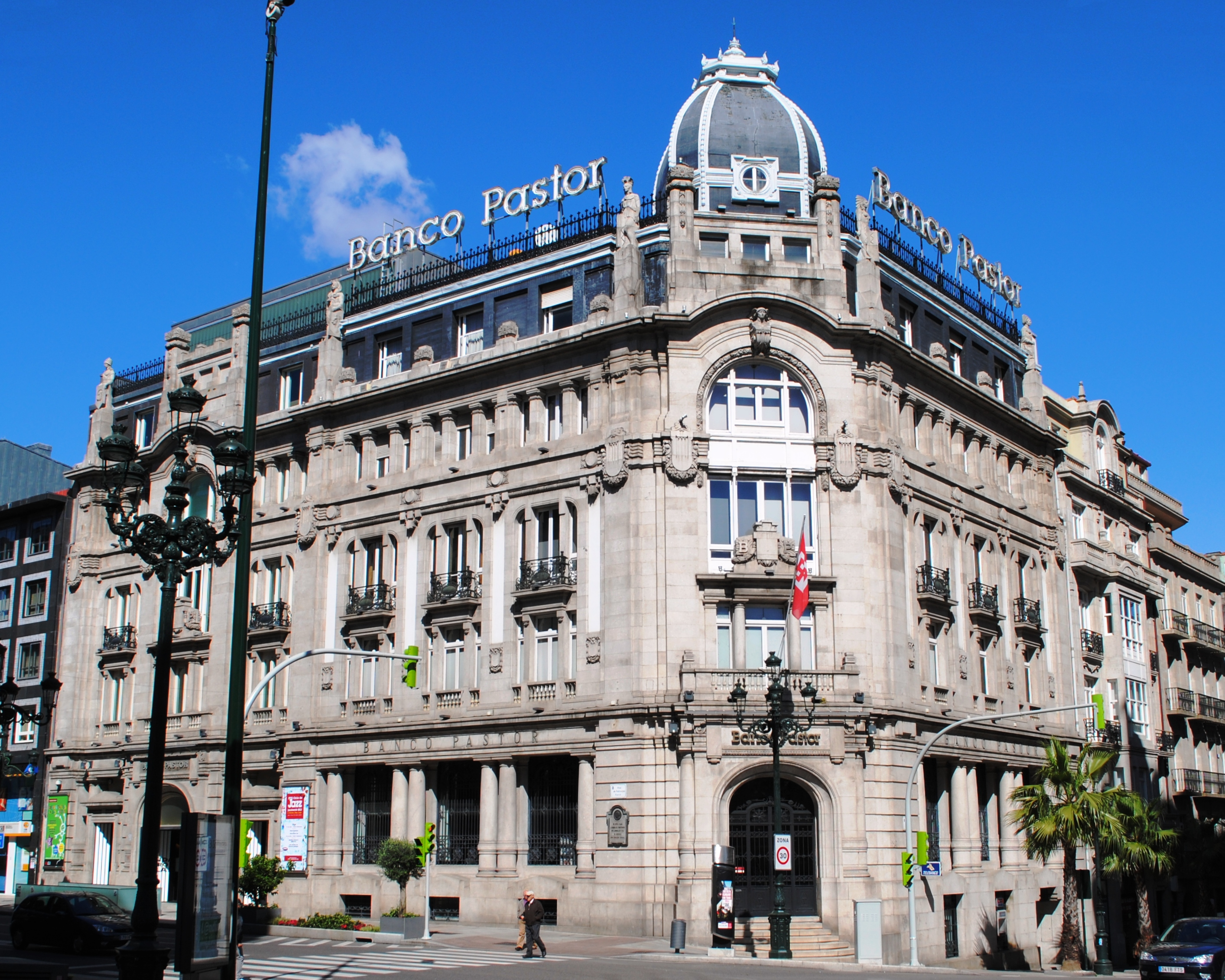
Budova v obchodní oblasti centra
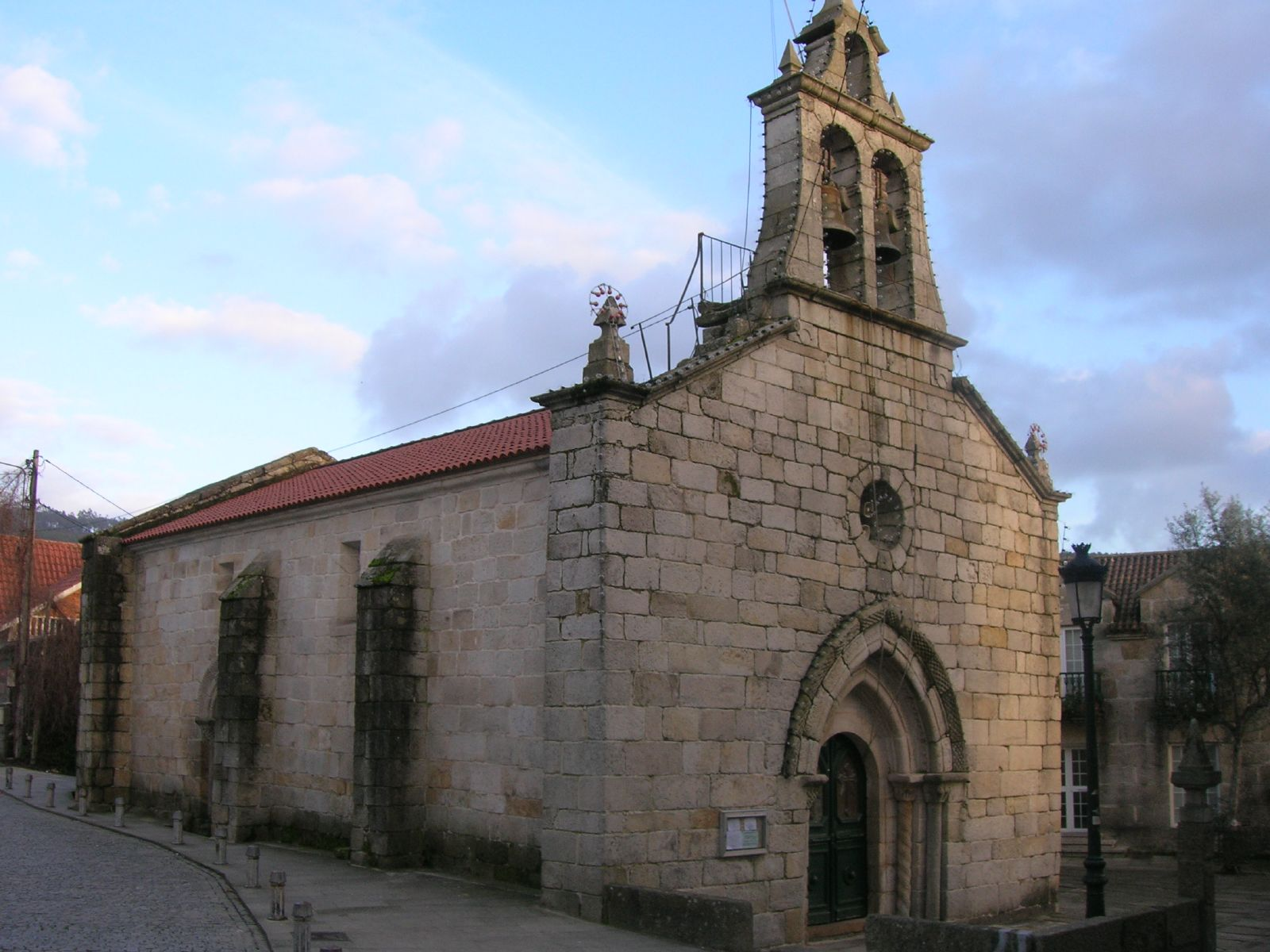
Románský kostel Santiago de Bembrive
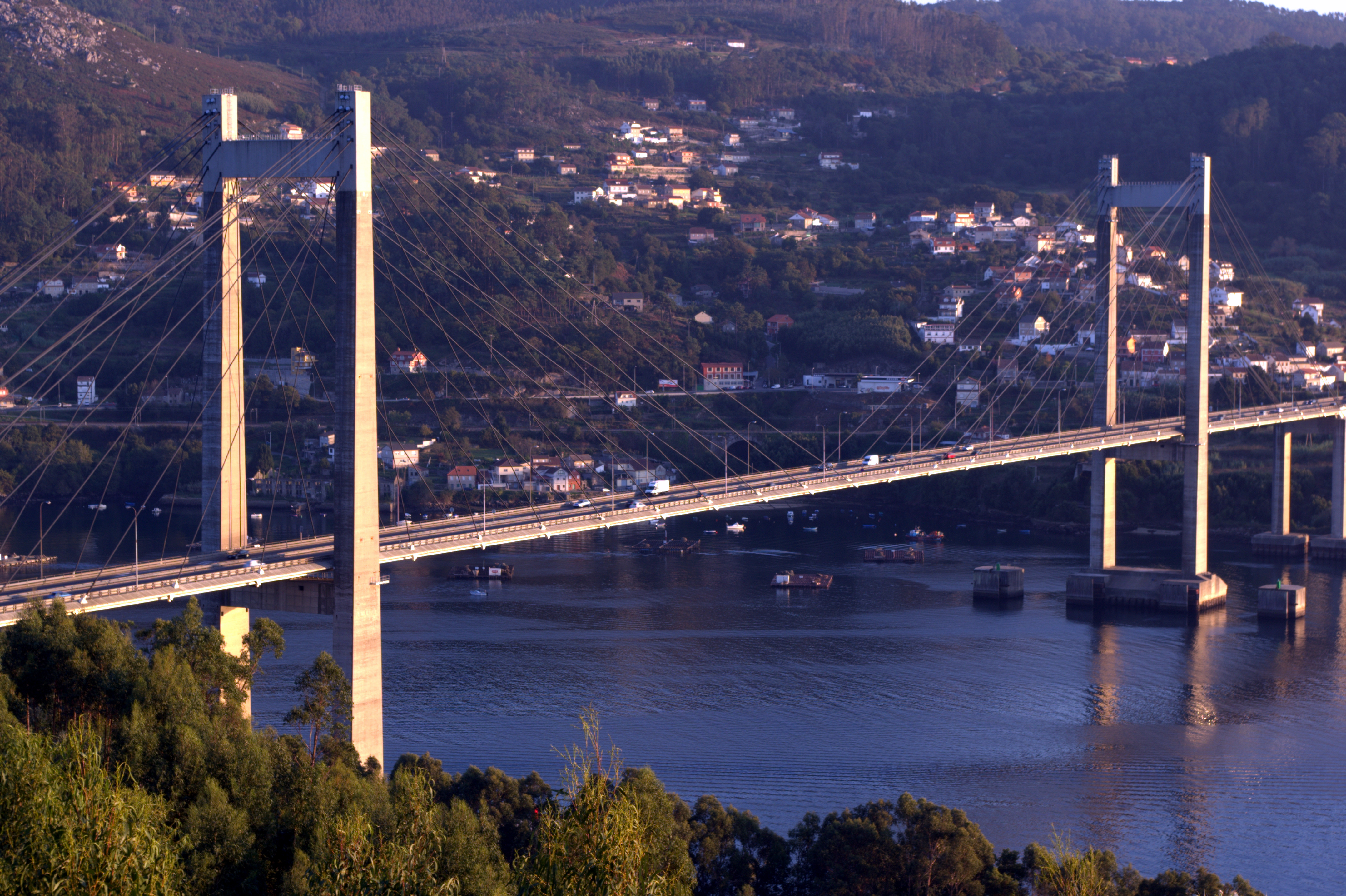
Ponte de Rande
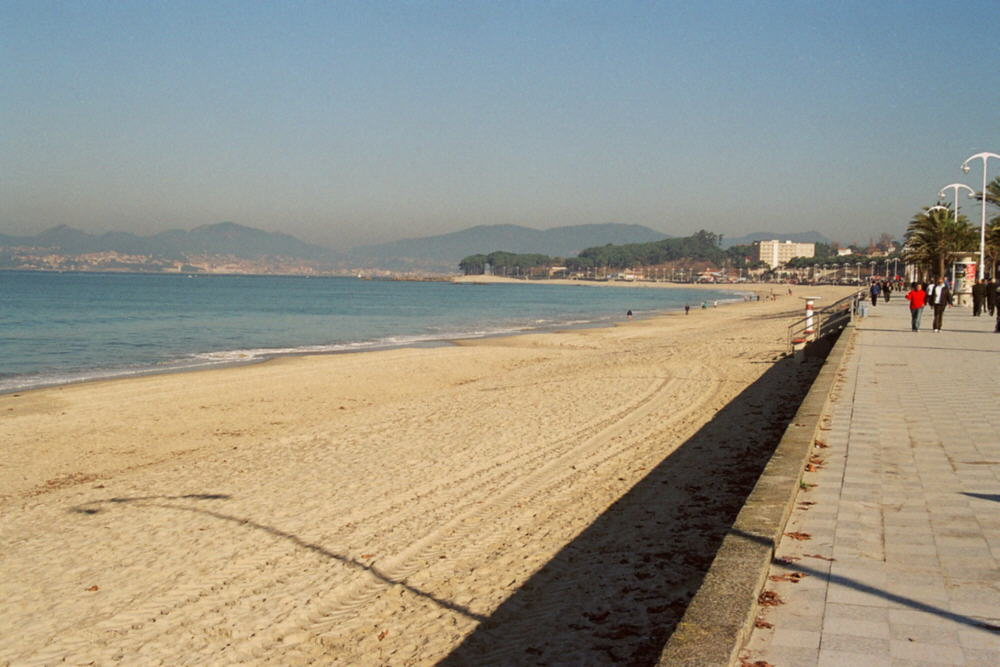
Pláž Samil
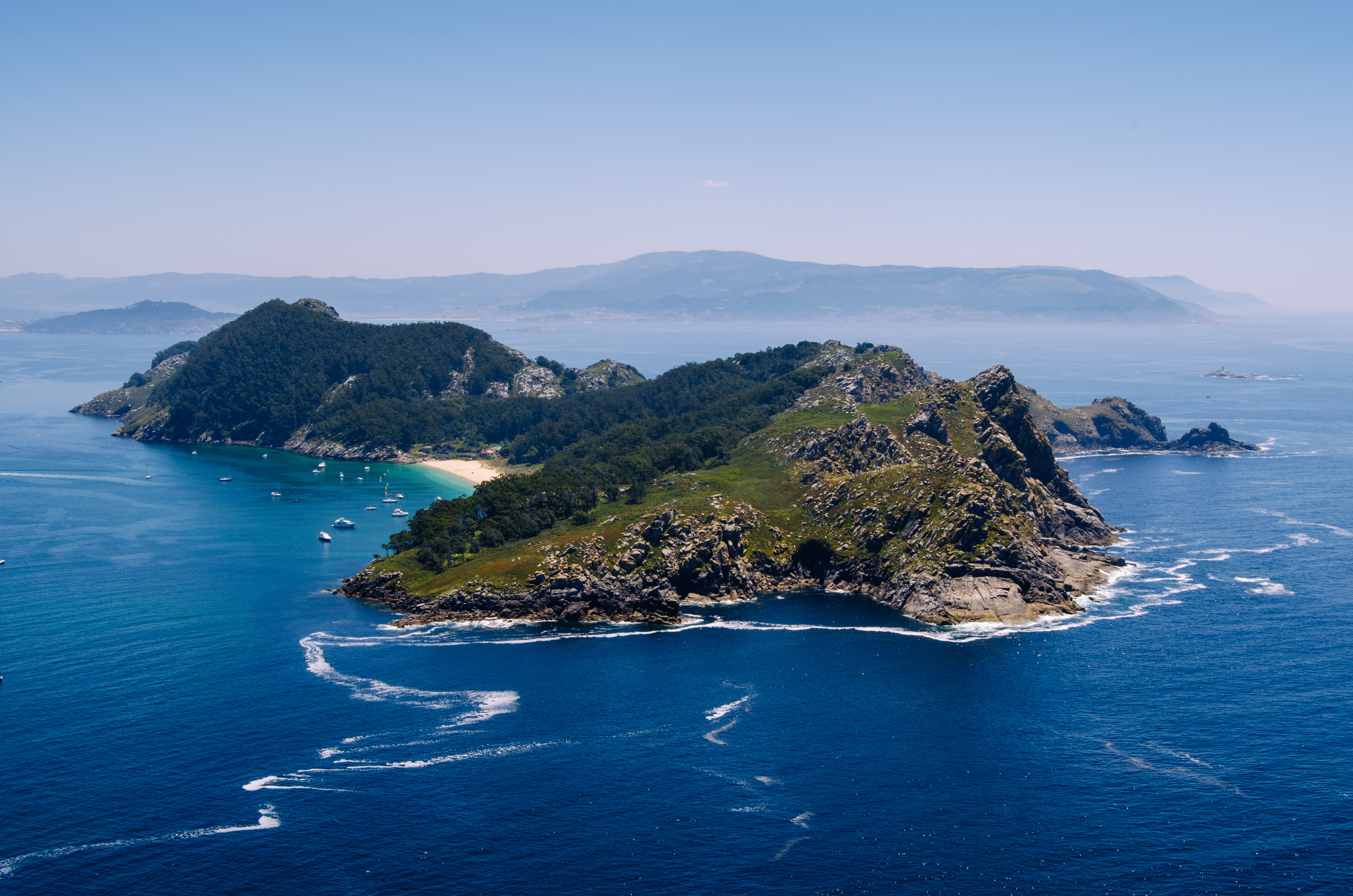
Souostroví Ciés

## Obyvatelstvo
| 1900   | 1910   | 1920   | 1930   | 1940   | 1950    | 1960    | 1970    | 1981    | 1991    | 2001    | 2005    | 2007    | 2008    |
| ------ | ------ | ------ | ------ | ------ | ------- | ------- | ------- | ------- | ------- | ------- | ------- | ------- | ------- |
| 23 259 | 41 213 | 53 100 | 65 012 | 85 272 | 137 873 | 144 914 | 197 144 | 258 724 | 278 050 | 287 282 | 293 725 | 294 772 | 295 703 |

## Partnerská města
- Buenos Aires, Argentina (1992)
- Celaya, Mexiko (2014)
- Čching-tao, Čína (2016)
- Las Palmas de Gran Canaria, Španělsko (2010)

- Lorient, Francie (1983)
- Narsaq, Grónsko (1984)
- Porto, Portugalsko (1986)